# طوم يونغ (روائي)
طوم يونغ (بالإنجليزية: Tom Young)‏ (16 يناير 1962 - )؛ كاتب وروائي أمريكي.